# Szűcs Gabi
Szűcs Gabi (Budapest, 1972. január 23. –) Emerton-díjas magyar énekesnő.

## Élete
Budapesten, a Könyves Kálmán Gimnáziumban érettségizett, majd a Gór Nagy Mária Színitanodában színészmesterséget tanult. 19 évesen kezdett Sík Olga tanárnőnél énekelni, ezalatt a Vígszínház darabjaiban lépett fel. Elvégezte az OSZK előadóművészi kurzusát, ének-előadóművész szakon, jazz-táncot tanult.
Diplomát a Nyugat-Magyarországi Egyetemen szerzett, művelődésszervező szakon. 2001-ben házasodott össze közgazdász férjével.

## Pályafutása
Zenei tanulmányait gyerekkorában kezdte, fuvolán és oboán. Gimnáziumi évei alatt a színház szerelmese lett, és még tanulmányai alatt elvégezte a Gór Nagy Mária Színitanodát, ahol olyan mesteri voltak, mint Benedek Miklós. Szinte azonnal a Vígszínházban találta magát, kisebb szerepekben tűnt fel többek között az Óz a csodák csodája, a Liliom, a Fekete Péter és már ott kamatoztatta kivételes hangját.
Mindeközben azonban megismerkedett a legendás Sík Olga énektanárnővel, aki a színi pálya helyett inkább az éneklés felé terelte. A nála eltöltött évek meghatározóak voltak művészi felfogásában, zenei ízlésében, az előadói kvalitásai megalapozásában. Elvégezte az OSZK előadóművészi kurzusát, ének-előadóművész szakon, jazz-táncot is tanult, mestere Bakó Gábor volt. Itt alapozta meg zenei ízlését, és ezek az évek adták az alapot és az alkalmat, hogy társaival (László Boldizsár; Kovács Péter; Zsédenyi Adrienn)  megalapítsa a Cotton Club Singers énekegyüttest. Az együttesben, később Kozma Orsi és Fehér Gábor voltak a partnerei. Ebben az első, klasszikus felállásban népszerűségük folyamatosan emelkedett, és országszerte ismertekké váltak. Első nagy koncertjüket 1997 szeptemberében tartották a Budai Parkszínpadon, amelynek anyagából jelentették meg első CD-jüket, a tizenkilenc dalt tartalmazó Négy gengsztert. Ezt több, mint tíz lemez követte még.
A zenekar fennállásának 14 éve alatt számos díjat nyertek, és a hazai vokális műfaj legnagyobb alakjaivá váltak. Az együttes tagjaként Szűcs Gabi is az év jazz zenekara kategóriában Emerton-díjas énekes lett, illetve számos nemzetközi fesztiválon méretődtek meg, Németországban, Angliában, és a világ több pontján. Ők képviselték hazánkat az Uniós csatlakozáskor a varsói nemzetközi gálán is. Pályafutását végigkísérte a legnagyszerűbb hazai előadókkal, zenészekkel, színészekkel való közös munka is, Presser Gábor, Ferenczy György, Cserháti Zsuzsa, Lerch István, a Hot Jazz Band is vendége volt a zenekarnak. Színészként is szerepeltek: a Vidám Színpad produkciójában, a Zengeráj-ban, Udvaros Dorottya és Hirtling István partnereként.

## Szólókarrier
Szűcs Gabi 2007-ben kilépett az együttesből, azóta szólókarriert folytat. Megalapította a saját nevét viselő Szűcs Gabi és zenekara formációt.
Tagjai: Kuzbelt Péter, Pataj György, Berdisz Tamás, Kormos János, Sárkány Sándor.
Ezzel a csapattal, 2013-ban jelent meg első szólóalbuma, a Swinging Amy, melyen a tragikus sorsú énekesnő, Amy Winehouse dalait dolgozza fel, swinges stílusban. A Zsidó Nyári Fesztivál és a Budapesti Nyári Fesztivál is programjára tűzte ezt a műsort, és nagy sikerrel mutatkozott be a Gronau-i Jazz Fesztiválon is.
A swing és a jazz szeretete mellett régóta keresett alkotó-társakat saját, számára írt, magyar nyelvű dalok létrehozására. Végül 2014-ben megszületett a Tűsarkú lépteim című album, Gátos Iván producer, zeneszerző segítségével. A dalok szövegét az Emil Rulez! tagja, Hegyi György és Valla Attila írták. A zenét a csodás ’60-as évek „Dolce vita” életérzése inspirálta. Egy modern, mai büszke nő életébe enged betekintést, vad és érzékeny, boldog és szomorú, ezerszínű történet. Az albumon Szűcs Gabi társszerzőként is bemutatkozott.
Új zenekar állt fel az új hangzáshoz:
Gátos Iván, Gátos Bálint, Nagy Ádám, Tiba Sándor, Weisz Gábor, Gőbölös Krisztina, Moravszki Enikő.
Az album egyik felvétele, az „Úgysem felejtesz el”, az idei hazai Eurovíziós Dalfesztivál válogató legjobb 30 dala közé került, a DAL című versenyben. Szűcs Gabi ezzel a szerzeménnyel a középdöntőig jutott.
Többször adott önálló nagykoncertet a Budapesti Nyári Fesztiválon a Városmajori Szabadtéri Színpadon, illetve a MÜPA 2015 évi koncertjei közé is meghívást kapott.
2014-ben felkérte egy friss formáció: a Stereo Swing, hogy új, elektronikus swing dalaik előadója legyen. A találkozásból a Stereo Swing feat. Gabi Szucs produkció jött létre, először a hazai palettán a Parov Stelar által megismert műfajban. Dalaikat a hazai rádiók rendszeres rotációban játsszák, a Dancing Daddy a Petőfi rádió rotációs listájára került. Szűcs Gabi a dalok társszerzője és a vokális hangszereléseket is ő írja. A formáció Live Act fellépései az egyetemista klubok, rendezvények állandó szereplője, tavaly a Balaton Sound-on is bemutatkoztak, első lemezük hamarosan várható.
Tagok: Tamási László, Koós-Hutás Áron, Farkas Gábor (Dj Ordiman).

## Diszkográfia
- Négy Gengszter (Cotton Club Singers)
- Casino (Cotton Club Singers)
- Vokálpatrióták (Cotton Club Singers)
- Karácsonyi Album (Cotton Club Singers)
- Ó Budapest (Cotton Club Singers)
- 2X2 (Cotton Club Singers)
- Luxury (Cotton Club Singers)
- Spirit of Sinatra 1-2 (Cotton Club Singers)
- Hangosfilm 1 (Cotton Club Singers)
- Hangosfilm 2 (Cotton Club Singers)
- Abba Jazz 1-2 (Cotton Club Singers)
- 100% Cotton (Cotton Club Singers)
- Dancing Daddy (Stereo Swing feat. Szucs Gabi)
- Stepping out (Stereo Swing feat. Szucs Gabi)
- Szűcs Gabi: Swinging Amy (2013)
- Szűcs Gabi: Tűsarkú lépteim (2014)

## TV, színház
- Óz, a csodák csodája (Vígszínház)
- Fekete Péter (Vígszínház)
- Mesél a bécsi erdő (Pesti színház)
- Csináljuk a fesztivált
- A Dal (2015)

## Díjak, jelölések
- 1998. Arany Zsiráf díj - jelölés (Cotton Club Singers)
- 1999. EMeRTon-díj (Cotton Club Singers) – az év jazz zenekara
- 2004. Cotton Club Singers: Sinatra - Aranylemez
- Magyar Toleranciadíj 2011.
- 2016. Fonogram-díj